# The Actress
The Actress (bra: Papai Não Quer; prt: A Atriz) é um filme de comédia dramática estadunidense de 1953 baseado na peça de teatro autobiográfica de Ruth Gordon, Years Ago.
Teve seu roteiro escrito por Ruth Gordon, foi dirigido por George Cukor e estrelado por Jean Simmons, Spencer Tracy e Teresa Wright, e apresenta Anthony Perkins, sendo essa sua estreia no cinema.

## Sinopse
Ruth tem apenas dezessete anos e pretende seguir carreira como atriz nos teatros de Nova York. Seu pai controlador, um humilde marinheiro aposentado, tem outros planos para filha, ele espera que Ruth consiga um emprego comum e aceite o pedido de casamento de Fred Whitmarsh. A jovem sonhadora ignora os desejos do pai pela primeira vez e decide seguir seu caminho sozinha, deixando a família para trás, mudando-se para a cidade grande com o objetivo de realizar seu sonho.

## Elenco
- Spencer Tracy como Clinton Jones
- Jean Simmons como Ruth Gordon Jones
- Teresa Wright como Annie Jones
- Anthony Perkins como Fred Whitmarsh
- Ian Wolfe como Mr. Bagley
- Kay Williams como Hazel Dawn
- Mary Wickes como Emma Glavey
- Norma Jean Nilsson como Anna Williams
- Dawn Bender como Katherine Follets
- Jackie Coogan como Inopportune (não creditado)

## Produção
O filme registrou um prejuízo de quase US $ 1 milhão.